# The End of All Things to Come
The End of All Things to Come – drugi album studyjny amerykańskiego zespołu Mudvayne, wydany 19 listopada 2002 roku.

## Lista utworów
- Wszystkie utwory napisane przez Mudvayne

1. "Silenced" – 3:01
2. "Trapped in the Wake of a Dream" – 4:41
3. "Not Falling" – 4:04
4. "(Per)Version of a Truth" – 4:41
5. "Mercy, Severity" – 4:55
6. "World So Cold" – 5:40
7. "The Patient Mental" – 4:38
8. "Skrying" – 5:39
9. "Solve et Coagula" – 2:49
10. "Shadow of a Man" – 3:55
11. "12:97:24:99" – 0:11
12. "The End of All Things to Come" – 3:01
13. "A Key to Nothing" – 5:07

- Bonusowe utwory DVD

1. "On The Move" – 3:54
2. "Goodbye" – 6:12

## Twórcy
- Chüd – śpiew
- Güüg – gitara, śpiew
- Spüg – perkusja
- Rü-d – gitara basowa
- David Bottrill – produkcja, mixing
- Nitin Vadukul – fotografie